# Raphael Macena
Raphael Macena (født 25. februar 1989) er en brasiliansk fodboldspiller.